# جلينيس جريس
جلينيس جريس هي مغنية هولندية ولدت في 19 يونيو 1978.